# جون ويليام دوسن
جون ويليام دوسن (بالإنجليزية: John William Dawson)‏ هو إحاثي وجيولوجي وعالم نبات كندي، ولد في 13 أكتوبر 1820 في Pictou ‏ في كندا، وتوفي في 19 نوفمبر 1899 في مونتريال في كندا.

## وصلات خارجية
- جون ويليام دوسن على موقع الموسوعة البريطانية (الإنجليزية)
- جون ويليام دوسن على موقع إن إن دي بي (الإنجليزية)